# 怀深动车组列车
怀深动车组列车，是中国铁路中已停運行走广东省内深圳市至肇庆市怀集县之间的动车组列车。2019年7月10日，全國鐵路調整運行圖中正式开行。由广州局集团广九客运段负责客运任务。由於配合廣湛高鐵興建，廣茂線廣州至街邊站區間停止運作，該動車組列車班次停運。

## 历史
- 2019年1月15日，肇庆市市长范中杰於肇庆市第十三届人民代表大会第五次会议上發表肇庆市2019年政府工作报告，當中於2019年工作安排中一節提出「开通肇庆（怀集）始发至深圳、珠海高铁班次」，並納入為年度十大重點工作之一[1]；為此，肇庆市交通部门负责人於同年2月20日前赴廣州拜訪中國鐵路廣州局集團客运部。於報道中，廣州局集團對相關建議表示支持，且認為技术层面上可行，並将配合做好有关基础工作以积极争取中國鐵路總公司的支持，争取於同年7月实现。[2]
- 此后，每逢节假日或客流高峰，广州局集团有大概率开行早上怀集、郁南往广州南站的动车组列车，满足沿线早间客流的出行需求。
- 2019年7月10日，因应全國鐵路調整運行圖，「怀深动车组列车」正式开行[3]。
- 2023年10月11日起，因应全國鐵路調整運行圖，為配合廣州至湛江高速鐵路動工，廣茂線廣州至街邊站停用[4]及廣州至佛山西聯絡線拆除，来往深圳及怀集之间动车正式停運。

## 时刻表
- 以下数据截至2023年7月1日：

| D7553/2/3次 | D7553/2/3次 | 停靠站 | D7554/1/4次 | D7554/1/4次 |
| 到点        | 开点        | 停靠站 | 到点        | 开点        |
| ----------- | ----------- | ------ | ----------- | ----------- |
| －          | 11:25       | 怀集   | 11:10       | －          |
| ↓           | ↓           | 广宁   | 10:25       | 10:42       |
| 12:08       | 12:10       | 肇庆东 | 09:59       | 10:01       |
| 12:39       | 12:42       | 佛山西 | ↑           | ↑           |
| 13:03       | 13:09       | 广州   | 09:12       | 09:18       |
| 13:19       | 13:24       | 广州东 | 08:58       | 09:02       |
| 13:53       | 13:55       | 东莞   | 08:24       | 08:26       |
| ↓           | ↓           | 常平   | 08:12       | 08:14       |
| ↓           | ↓           | 樟木头 | 08:03       | 08:05       |
| 14:35       | －          | 深圳   | －          | 07:40       |

## 使用列车
- 以下数据截至2019年7月10日：

怀深动车组列车使用配属广州局集团广州动车段广州東动车运用所的CRH1A型电力动车组，编组如下：
| 车厢编号 | 1           | 2-4         | 5                 | 6-7         | 8           |
| 車種     | ZY 一等座车 | ZY 二等座车 | ZEC 二等座车/餐车 | ZE 二等座车 | ZY 一等座车 |

另外，怀深动车组列车车体与往返于深圳至广州东 / 广州的C7031次及C7156次列车套跑，具体车底交路为：
- 出库 →06:36於广州开C7031至深圳（07:53終到）→8:00深圳开D7551/7554次至怀集（11:02終到）→11:22怀集开D7552/7553次至深圳（14:16終到）→ 14:30深圳开C7156次至广州东（15:45終到）→回库